# Lophopoeum meridianum
Lophopoeum meridianum är en skalbaggsart som beskrevs av Fisher 1938. Lophopoeum meridianum ingår i släktet Lophopoeum och familjen långhorningar. Inga underarter finns listade i Catalogue of Life.